# 옹박: 마지막 미션
《옹박: 마지막 미션》(태국어: องค์บาก 3, 영어: Ong Bak 3)은 2010년에 개봉된 태국의 활극 영화로, 《옹박: 더 레전드》에서 이어지는《옹박 - 무에타이의 후예》의 속편이며, 빤나 리띠끄라이가 감독하고, 토니 자가 주연을 맡았다.

## 출연

### 주연
- 토니 자
- 댄 추퐁

### 조연
- 사루뉴 웡크라창

## 기타
- 무술감독: 토니 자